# Nathalie...
Nathalie... (bra: Nathalie X; prt: Nathalie) é um filme hispano-francês de 2003, do gênero drama romântico, dirigido por Anne Fontaine e estrelado por Fanny Ardant, Emmanuelle Béart e Gérard Depardieu.

## Sinopse
Quando Catherine descobre que seu marido Bernard a trai, ela decide pagar uma prostituta chamada Nathalie para ter um caso com ele e assim descobrir seus segredos, e o relacionamento entre elas acaba indo além do profissional.

## Elenco
- Emmanuelle Béart...Nathalie
- Fanny Ardant...Catherine
- Gérard Depardieu...Bernard

## Recepção
Nathalie... recebeu críticas geralmente positivas,  no Rotten Tomatoes recebeu uma classificação "fresco" com base em 73% nos comentários; segundo o site: " é um filme sedutor francês que importa e retrata questões adultas de ciúme e traição com performances de liderança forte e considerável charme francês." No Metacritic, que usa uma média de opiniões dos grandes críticos, o filme teve uma classificação de 69/100 com base em 11 comentários, indicando "críticas geralmente favoráveis".

## Refilmagem
Em 2009, este filme ganharia um refilmagem pelas mãos do diretor Atom Egoyan, agora intitulado Chloe.